# Валкеакоскі
Валкеакоскі (фін. Valkeakoski) — місто та громада (кунта) в провінції Пірканмаа, Фінляндія.
Чисельність населення становить 20 871 осіб (2011). Місто займає площу 372,04 км², з яких водна поверхня становить 100,06 км². Густота населення — 76,74 осіб/км².

## Відомі уродженці та жителі
- Матті Йоенсуу (1948 — 2011) — фінський письменник, автор кримінальних детективів;
- Міка Калліо (нар. 1982) — фінський мотогонщик, триразовий віце-чемпіон світу з шосейно-кільцевих мотоперегонів серії MotoGP.